# Весели на Морави
Весели на Морави (чеш. Veselí nad Moravou) су град у Чешкој Републици, у оквиру историјске покрајине Моравске. Весели на Морави су град у оквиру управне јединице Јужноморавски крај, где припадају округу Ходоњин.
Средишњи део Веселих на Морави је у виду очуваног старог језгра на речном острву, па је данас под заштитом државе.

## Географија
Весели на Морави се налазе у крајње југоисточном делу Чешке републике, близу државне границе са Словачком, која се налази 12 km јужно. Град је удаљен од 300 км југоисточно од главног града Прага, а од првог већег града, Брна, 95 км источно.
Град Весели на Морави је смештен у области источне Моравске. Надморска висина града је око 170 м, а околно подручје долинско. Град је смештен на обе обале реке Мораве, док се средишњи део града налази на речном острву.

## Историја
Подручје Веселих на Морави било је насељено још у доба праисторије. Насеље под данашњим називом први пут се у писаним документима спомиње 1261. године, а насеље је 1315. године добило градска права.
Године 1919. Весели на Морави су постале део новоосноване Чехословачке. У време комунизма град је нагло индустријализован. После осамостаљења Чешке дошло је до опадања активности тешке индустрије и до проблема са преструктурирањем привреде.

## Становништво
Весели на Морави данас имају око 12.000 становника и последњих година број становника у граду лагано опада. Поред Чеха у граду живе и Словаци и Роми.

## Галерија
- Река Морава при протоку кроз град
- Црква св. Анђела
- Градска синагога
- Веселски град